# Hong Kuk-hjon
Hong Kuk-hjon (* 1. července 1990) je severokorejský zápasník–judista.

## Sportovní kariéra
Na mezinárodní scéně se objevuje od roku 2009. V roce 2012 nedosáhl na asijskou kontinentální kvótu na úkor krajanky An Kum-e. Od roku 2013 startuje v lehké váze, ve které se v roce 2016 kvalifikoval na olympijské hry v Riu de Janeiru. V prvním kole se utkal s Francouzem Pierrem Dupratem a v první polovině měl převahu, kterou využil k zisku výhody na šido. Náskok však neudržel, v poslední minutě se u něho projevil tréninkový deficit po březnovém zranění kolena, kvůli kterému přišel o asijské mistrovství. Jeho soupeř nejprve srovnal skóre na šido a v prodloužení ho dostal na zem a do držení.

### Vítězství
- 2014 - 1x světový pohár (Čching-tao)

## Výsledky
| Turnaj            | 2010           | 2011           | 2012           | 2013       | 2014       | 2015       | 2016       |  |
| Turnaj            | 22             | 23             | 24             | 25         | 26         | 27         | 28         |  |
| Turnaj            | pololehká váha | pololehká váha | pololehká váha | lehká váha | lehká váha | lehká váha | lehká váha |  |
| ----------------- | -------------- | -------------- | -------------- | ---------- | ---------- | ---------- | ---------- |  |
| Olympijské hry    |                |                | —              |            |            |            | úč.        |  |
| Mistrovství světa | —              | úč.            |                | úč.        | 2.         | 5.         |            |  |
| Asijské hry       | 3.             |                |                |            | 3.         |            |            |  |
| Mistrovství Asie  |                | 7.             | —              | 1.         |            | 5.         | —          |  |